# Новая Лебедя 1975

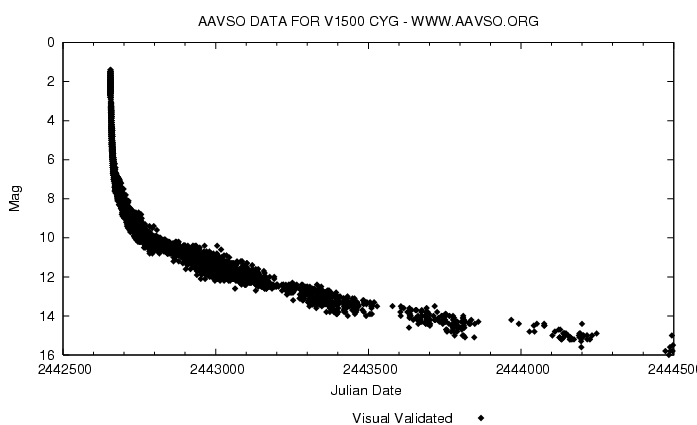
Кривая блеска AAVSO для Новой Лебедя 1975 года. Даты указаны в виде номеров юлианских дней

Но́вая Ле́бедя 1975 года или V1500 Лебедя (V1500 Cygni, V1500 Cyg) — яркая новая звезда, вспыхнувшая в конце августа 1975 года в созвездии Лебедя. Эта новая была второй по блеску среди всех новых звёзд XX века, уступая только CP Puppis, вспыхнувшей в 1942 году; кроме того, за прошедшие 50 лет ни одна новая не превзошла её по блеску.

## История открытия
Звезда была открыта в пятницу, 29 августа 1975 года. Первое сообщение о вспышке V1500 Cygni отправил в Бюро астрономических телеграмм японский астроном Минору Хонда из Курасики в 13:40 UT, когда её видимая звёздная величина достигла 3,0m. Но первым по времени из тех, кто её наблюдал, был Кэнтаро Осада (11:30 UT).
Первым из советских астрономов её заметил невооружённым глазом студент-старшекурсник МГУ Сергей Юрьевич Шугаров (впоследствии профессиональный астроном), проходивший практику на Крымской станции ГАИШ. Он оказался шестым в мире человеком, обнаружившим эту вспышку новой; благодаря наблюдательности студента, хорошо знавшего очертания созвездий, удалось в тот же вечер приступить к наблюдениям силами двух крупных обсерваторий (ГАИШ и КрАО). Гостивший тогда в Крымской астрофизической обсерватории поэт Андрей Вознесенский откликнулся на событие стихотворением «Новая Лебедя»: 

Звезда народилась в созвездии Лебедя —

такое проспать!

Явилась стажеру без роду и племени

«Новая Лебедя-75».— Вознесенский А. Витражных дел мастер. Новая Лебедя (1976).
. 

## Свойства
На следующий день после открытия новая достигла 1,7 звёздной величины, став второй по яркости звездой созвездия Лебедя после Денеба, а затем начала быстро тускнеть. Она оставалась видимой невооружённым глазом около недели, а через 680 дней после достижения максимума блеск ослаб на 12,5m.

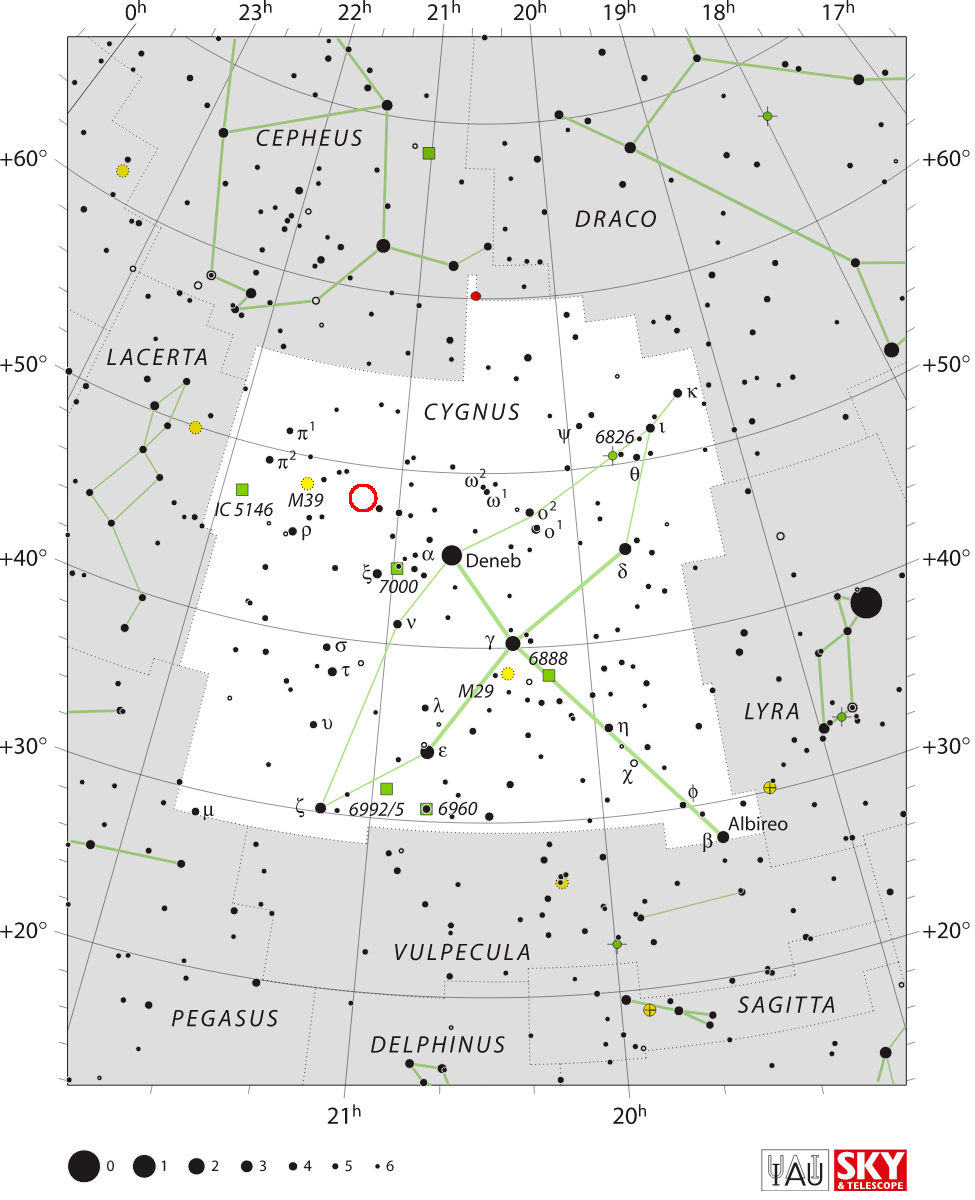
Местоположение V1500 Cygni (обведено красным)

Новая была двойной звездой типа AM Геркулеса, состоящей из двух компонент, одной из которых является красный карлик, обеспечивавший поток вещества на сильно намагниченный белый карлик. Масса белого карлика составляет 1,20 M⊙, температура 54 000 К, светимость 5 L⊙, радиус 0,009 R⊙. Масса красного карлика примерно равна 0,22 M⊙, температура 3000—5200 К, радиус 0,42 R⊙.
Расстояние до V1500 Cygni, рассчитанное в 1977 году обсерваторией Мак-Доналд, составляет 1,95 килопарсека (6360 световых лет). Позднее космическая обсерватория Gaia уточнила расстояние, уменьшив его до 1,56 ± 0,26 кпк (приблизительно 5,07 ± 0,57 тысяч световых лет). Кроме того, V1500 Cyg стала первым обнаруженным асинхронным поляром. Этот термин отражает тот факт, что период вращения белого карлика немного отличается от периода обращения двойной звезды. Однако к 2016 году рентгеновские наблюдения убедительно показали, что вращение белого карлика вернулось к нормальной синхронизации с орбитальным движением.

## Остаток новой
После взрыва V1500 Cygni возник типичный для очень быстрых новых остаток, состоящий из нескольких сгустков и некоторого количества диффузного материала, распределённого сферически симметрично.

## Дальнейшее чтение
- Ferland G. J., Tomkin J., Woodman J. Continuum variability in Nova Cygni 1975 (англ.) // Nature. — 1976. — Vol. 264, iss. 5587. — P. 627–629. — doi:10.1038/264627a0. — Bibcode: 1976Natur.264..627F.